# Хачатуров, Сергей Валерьевич
Серге́й Вале́рьевич Хачату́ров (род. 18 мая 1971, Москва) — российский арт-критик, теоретик, куратор, историк искусства, кандидат искусствоведения, доцент кафедры Истории русского искусства исторического факультета МГУ имени М. В. Ломоносова, преподаватель Московской школы фотографии и мультимедиа им. А. Родченко. Опубликовал более тысячи статей в периодических и профессиональных изданиях на темы: изобразительное искусство, архитектура, актуальная культурная жизнь, музыка и театр. Лауреат премии Министерства культуры. Номинант на Государственную премию в области современного искусства «Инновация»

## Биография
Родился 18 мая 1971 год в городе Москве. В 1994 окончил с отличием Московский государственный университет им.  М.В. Ломоносова, Исторический факультет, Отделение истории искусства. В 1998 защитил диссертацию «Готический вкус в русской художественной культуре XVIII века». С 1995 по 1998 участвовал в международных конференциях и симпозиумах.
1996—2007 — научный сотрудник Федерального агентства по культуре и кинематографии РФ (упразднено в 2008 году).
С 1996 постоянно сотрудничает с периодическими изданиями.
1998—2000 — заместитель главного редактора журнала «Русская галерея».
1999—2000 — редактор отдела ИЗО газеты «Культура».
2001 — по настоящее время — художественный обозреватель отдела культуры газеты «Время новостей». Постоянный автор журнала «АртХроника».
2005 — по настоящее время — занимается кураторской деятельностью.
2007 — доцент истории европейского искусства в Московском архитектурном институте.
2008 — по настоящее время — доцент кафедры истории отечественного искусства Московского государственного университета им. М. В. Ломоносова. Читает курсы истории русского искусства XIX — начала XX века, истории русской архитектуры XX века. Ведет семинары по проблемам искусства России Нового и Новейшего времени.
Работает на телеканале «Культура» и на радио «Культура». Постоянный автор Arterritory.com. Преподает в Московской школе фотографии имени А. М. Родченко.
Живет и работает в Москве.

А вот кредо: Поскольку я работаю еще и в академической науке, могу со знанием дела утверждать, что профессия критика в отношении научной деятельности совсем не низкий жанр. Деятельность колумниста СМИ дисциплинирует мысль, позволяет быть чутким и устанавливать в мире искусства тончайшие коммуникативные связи между различными периодами истории мировой культуры. Сказать о сложном просто, честно, не огрубляя смысл, не упрощая его, – вот задача. А высшая цель: создать критический текст, конгениальный увиденному событию искусства.
Сергей Хачатуров, Международный Форум «Искусство и реальность», 2011 год.

## Награды и номинации
- 2001 — лауреат премии Министерства культуры РФ за монографию «Готический вкус в русской художественной культуре XVIII века».
- 2007 — номинант на Государственную премию в области современного искусства «Инновация» в номинации «Теория, критика, искусствознание». 53 статьи для газеты «Время новостей» о современной культуре за 2006 года.

## Кураторские проекты
- 2005—2006 — серия перформансов «Уленшпигель» (совм. с Валерием Риван, Максимом Русаковым, Германом Виноградовым, Борисом Андриановым):

«Птичий концерт». Деревня Никола-Ленивец, Калужская область, Россия.
«Круг отсчета». Парк-усадьба Суханова, Московская область, Россия.
«Плут». Артцентр Винзавод, Москва, Россия.
- 2006 — выставка «Про явления»[4] (совм. с Алексеем Политовым, Мариной Беловой). Проект Фабрика, Москва, Россия.
- 2007 — проект «Сладкое»[5]. Мультимедийный центр актуальных искусств. Москва. Россия.
- 2007 — выставка «Азиопа»[6]. Москва, Россия.
- 2008 — выставка «Невидимые различия» (совм. с Александром Евангели). Центр АртСтрелка, Москва, Россия.
- 2008 — проект «Выйти из тени»[7]. Мультимедийный центр актуальных искусств. Москва. Россия.
- 2009 — выставка «Рабочее движение»[8] (совм. с Арсением Жиляевым). Проект Фабрика, Москва, Россия.
- 2012 — выставка «Оковы славы»[9]. Фонд Stella Art. Москва, Россия.
- 2013 - выставка Et in Arcadia ego ЦТИ "Фабрика" октябрь - ноябрь 2013.

## Избранные коллективные проекты
- 1996 — форум аспирантов «Своё — Чужое. Диалог в искусстве Нового времени» (совм. с Евгенией Гершкович).
- 2004 — ведущий спикер прогулки Москультпрога "ВДНХ: к 70-летию соцреализма".
- 2010 — лекция «Территория contemporary classic». «Новый музей», Москва, Россия.
- 2011 — конференция «Актуальные проблемы теории и истории искусства» (совм. с коллегами ГИИ МК РФ).
- 2011 — лекция «Иван Леонидов и советская архитектура для детей» (совм. с Сергеем Никитиным). Третьяковская галерея на Крымском валу, Москва, Россия.
- 2011 — лекция «Тенденции в современном искусстве». Студия «Арт-группировки ЗИП», Краснодар.
- 2012 — лекция «Искусство и политика. Кривое зеркало власти». ГЦСИ, Москва, Россия.

Входит в экспертный совет Премии Кандинского наряду с Иосифом Бакштейном, Андреем Ковалёвым, Ириной Кулик и др. Участвует в культурно-просветительских событиях, один из последних - лекторий "Вива Микеланджело" в центре дизайна АртПлей.

## Избранные книги
- Готический вкус в русской художественной культуре XVIII века. М., 1999.
- Искусство книги в России. 1910—1930 гг. Мастера левых течений. М., 2004.
- Уленшпигель. Трилогия перформансов. М., 2008.
- Романтизм вне романтизма. М., 2010
- Ельшевская Г. В., Хачатуров С. В. Александр Кузькин. Графика. Книжный дизайн. Плакат. Фотография. — М.: Галерея Г.О.С.Т., 2011. — 152 с. — 350 экз. — ISBN 5-9395-09-3.

## Статьи
- Портал сквозь мусорный развал. Время новостей, 2007.
- Измерение вселенской пустоты. Время новостей, 2007.
- Ключ прочтения скрыт. Искусство кино, 2009.
- Русское победное. Время новостей, 2009.
- Концептуальный архив. Время новостей, 2010.
- Плюсы музеефикации всей страны. Время новостей, 2010.
- Мультимедийное будущее. Московские арт-проекты этого лета. Arterritory.com, 2012.